# Zatyki (powiat gołdapski)
Zatyki (niem. Satticken) – wieś w Polsce położona w województwie warmińsko-mazurskim, w powiecie gołdapskim, w gminie Gołdap.
W latach 1975–1998 miejscowość należała administracyjnie do województwa suwalskiego.